# Prescottia mucugensis
Prescottia mucugensis är en orkidéart som beskrevs av C.O.Azevedo och Van den Berg. Prescottia mucugensis ingår i släktet Prescottia och familjen orkidéer. Inga underarter finns listade i Catalogue of Life.